# Aelia de jure comitiorum
Aelia de jure comitiorum va ser una llei romana establerta en una data incerta, potser el 167 aC o 155 aC a proposta del tribú de la plebs Eli o del cònsol Quint Eli Pet. Disposava que abans que se celebressin els comicis es consultessin els auspicis i s'obeís els anuncis de mals auguris i els magistrats que havien de presidir la reunió poguessin vetar-la. Aquesta llei permetia als patricis que controlaven els col·legis d'arúspexs, impedir les assemblees en moments d'efervescència.